# The Birds (film)
The Birds is een Amerikaanse thriller/horrorfilm uit 1963, geregisseerd door Alfred Hitchcock en gebaseerd op een kort verhaal van Daphne du Maurier. De hoofdrollen worden gespeeld door Tippi Hedren, Rod Taylor en Jessica Tandy.
The Birds is vandaag de dag(2023) nog steeds een relatief bekende horrorfilm en geldt als een van de belangrijkste films van Hitchcock. De speciale effecten en de filmmuziek, of het gebrek daaraan, zijn stilistische kenmerken.

## Verhaal
Melanie Daniels komt na een toevallige ontmoeting in San Francisco te weten dat Mitch Brenners zusje Cathy jarig is. Uit fascinatie voor de man besluit ze om twee dwergpapegaaien cadeau te doen en ze persoonlijk naar het huis van Mitch te brengen. Mitch is een advocaat en woont tijdens de weekenden samen met zijn moeder en zusje in Bodega Bay.
Melanie huurt een bootje om onopvallend naar het huis van de Brenners te varen. Tijdens haar tochtje op het meer wordt ze aangevallen door een meeuw. Het voorval wordt al gauw vergeten, maar wanneer ook de plaatselijke school door meeuwen wordt aangevallen, ontstaat er paniek.
Melanie verblijft bij de Brenners, terwijl Mitch tracht om alle ramen en deuren te vergrendelen. Honderden vogels verzamelen zich en bestormen 's nachts het huis van de Brenners. De deur en de ramen worden vernield door de vogels en sommige meeuwen raken zelfs in het huis. Na een tijdje lijkt het alsof de vogels verdwenen zijn, buiten heerst er enkel stilte. Iedereen slaapt terwijl Melanie besluit om boven de kamers te controleren. Wanneer ze boven komt, raakt ze door de vogels ingesloten en wordt ze aangevallen.
Mitch redt haar en weet dat hij moet ingrijpen. Hij opent de deur van het huis en merkt dat er overal vogels zitten. Kraaien op het dak, meeuwen op de grond. Mitch zet de auto voor de deur en rijdt vervolgens samen met Melanie, zijn moeder en zijn zusje weg. De zon komt op terwijl de auto aan de horizon uit beeld verdwijnt...

## Rolbezetting
| Acteur              | Personage                     |
| ------------------- | ----------------------------- |
| Tippi Hedren        | Melanie Daniels               |
| Rod Taylor          | Mitch Brenner                 |
| Jessica Tandy       | Lydia Brenner, Mitch' moeder  |
| Suzanne Pleshette   | Annie Hayworth, onderwijzeres |
| Veronica Cartwright | Cathy Brenner, Mitch' zusje   |
| Ethel Griffies      | Mrs. Bundy                    |
| Charles McGraw      | Sebastian Sholes              |
| Ruth McDevitt       | Mrs. MacGruder                |
| Lonny Chapman       | Deke Carter                   |
| Malcolm Atterbury   | Hulpsheriff Al Malone         |
| Elizabeth Wilson    | Helen Carter                  |
| Karl Swenson        | Dronken doemdenker in café    |
| Alfred Hitchcock    | Man met honden (onvermeld)    |

## Achtergrond

### Productie
Hitchcock had eerder al de roman Rebecca van dezelfde auteur verfilmd. De film refereert aan een echt gebeurd incident waarbij grauwe pijlstormvogels massaal tegen een gebouw vlogen en stierven in Capitola, Californië. Hitchcock vroeg in 1961 kopieën van de krantenberichten over dit incident als referentiemateriaal voor zijn film.
Het gebruik van standaard chromakey met een blauw scherm bleek ontoereikend voor de effecten in de film, daar de vogels te snel bewogen om mooie beelden te krijgen. Daarom werd een nieuwe techniek gebruikt met natriumdamp. De enige studio in de Verenigde Staten die ten tijde van de productie van The Birds de middelen en ervaring hiervoor had, was de Walt Disney Studio. Ub Iwerks hielp mee aan de effecten.
De scène in de slaapkamer werd in zeven dagen opgenomen. Tippi Hedren liep tijdens een opname een snee op door toedoen van een vogel. De opnames met de vogelaanvallen gaven Hedren zo veel stress, dat ze een week moest herstellen in een ziekenhuis.
Van de film bestaan twee versies: een in zwart-wit en een in kleur. Alfred J. Hitchcock Productions liet tweemaal het auteursrecht op The Birds vastleggen: op 28 maart 1963 op een 119 minuten durende versie, en op 20 april 1963 op een 120 minuten durende versie.

### Filmmuziek
The Birds heeft geen conventioneel geluidsspoor met speciaal voor de film gecomponeerde muziek, maar maakt enkel gebruik van geluidseffecten en reeds bestaande muziek. Oskar Sala en Remi Gassmann worden op de aftiteling vermeld als “elektronische geluidsproductie en –compositie”. Hitchcocks vaste componist Bernard Herrmann staat vermeld als "sound consultant."
Enkele van de vogelgeluiden werden gemaakt door Sala en Gassmann met behulp van een Mixtur-Trautonium.
Claude Debussy's eerste arabesque wordt door Melanie op de piano gespeeld.

### Uitgave en ontvangst
The Birds ging in première op het filmfestival van Cannes. Hitchcock en Hedren woonden de première bij. In maart 1963 vertoonde het Museum of Modern Art in New York een speciale vertoning van de film.
De film werd goed ontvangen door critici. Latere films uit het wraak-van-de-natuur-genre zijn door zowel de inhoud als de stijl van The Birds beïnvloed.

### Vervolgen
De film werd in 1994 opgevolgd door de televisiefilm The Birds II: Land's End, waarin actrice Hedren opnieuw meespeelt, maar als een ander personage.
Hoewel diverse media in 2007 een nieuwe versie aankondigden van The Birds met onder andere Naomi Watts en George Clooney in de hoofdrollen, is er anno 2013 geen enkele concrete aanwijzing dat de film er werkelijk komt.
James Nguyen, de regisseur van de horror-B-film Birdemic: Shock and Terror, gaf aan dat zijn film een eerbetoon was aan Hitchcocks The Birds.

## Prijzen en nominaties
De productie werd in 1964 genomineerd voor een Academy Award voor best special-effects, maar verloor deze aan Cleopatra. De film werd dat jaar ook genomineerd voor een Edgar Award voor beste film.
Actrice Tippi Hedren won in 1964 voor haar rol de Golden Globe voor meest veelbelovende vrouwelijke nieuwkomer.
In 2001 werd de film genomineerd voor twee DVD Exclusive Awards, waarvan hij de “Video Premiere Award” voor Best DVD Original Retrospective won.
In 2005 werd de film genomineerd voor een Satellite Award voor Outstanding Classic DVD.

## Trivia
- Volgens Rod Taylor kregen de meeuwen een mengsel van tarwe en whiskey, zodat ze niet telkens wegvlogen tijdens de opnames.[4]